# Cymopterus
Cymopterus är ett släkte i familjen flockblommiga växter. Släktets arter förekommer i Nordamerika.

## Arter
Släktet innehåller 44 arter:
- Cymopterus aboriginum
- Cymopterus alpinus
- Cymopterus anisatus
- Comopterus bakeri
- Cymopterus basalticus
- Cymopterus beckii
- Cymopterus cinerarius
- Cymopterus coulteri
- Cymopterus crawfordensis
- Cymopterus davidsonii
- Cymopterus davisii
- Cymopterus deserticola
- Cymopterus douglassii
- Cymopterus duchesnensis
- Cymopterus evertii
- Cymopterus filifolius
- Cymopterus gilmanii
- Cymopterus glaucus
- Cymopterus globosus
- Cymopterus glomeratus
- Cymopterus goodrichii
- Cymopterus hallii
- Cymopterus hendersonii
- Cymopterus humilis
- Cymopterus jonesii
- Cymopterus lapidosus
- Cymopterus lemmonii
- Cymopterus longipes
- Cymopterus longiradiatus
- Cymopterus macdougalii
- Cymopterus megacephalus
- Cymopterus minimus
- Cymopterus newberryi
- Cymopterus nivalis
- Cymopterus panamintensis
- Cymopterus petraeus
- Cymopterus purpureus
- Cymopterus ripleyi
- Cymopterus rosei
- Cymopterus sessiliflorus
- Cymopterus spellenbergii
- Cymopterus terebinthinus
- Cymopterus trotteri
- Cymopterus williamsii